# Cheers (Drink to That)
Pour les articles homonymes, voir Cheers.
Singles de Rihanna
Man Down
(2011) Fly
(2011)
Pistes de Loud
What's My Name? Fading
Cheers (Drink to That) (traduit « à votre santé » en français) est une chanson interprétée par la chanteuse barbadienne Rihanna, issue de son cinquième album studio Loud (2010). La chanson a été produite par The Runners et contient des interpolations de la chanson I'm With You d'Avril Lavigne, qui apparaît sur son album Let Go (2002). La chanson a reçu des critiques assez positives, toutes revoyant l'utilisation d'une sample d'I'm With You de Lavigne mais commentant aussi que cet élément en fait une chanson club à succès, et également grâce aux paroles. La chanson fut aussi interprétée lors du Loud Tour,. Le single fut envoyé en radio U.S. mainstream le 9 août 2011.

## Développement, sortie et composition
Rihanna annonça premièrement que Cheers (Drink to That) serait le prochain single extrait de Loud via Twitter, quand elle tweeta au blogueur Perez Hilton que sa chanson favorite de l'album deviendra le prochain single,,. La chanson fut envoyée en radio aux États-Unis le 2 août 2011. Cheers (Drink to That) a été écrite par le duo de production hip-hop The Runners, Stacey Barthe, Laura Pergolizzi, Corey Gibson, Chris Ivery, Lauren Christy, Graham Edwards, Avril Lavigne et Scott Spock, et a été produite par The Runners. La chanson contient aussi des interpolations de la chanson d'Avril Lavigne I'm With You, qui figure sur son album Let Go (2002), et incorpore des éléments musicaux Pop rock. Le clip vidéo sorti le 27 août 2011, est tourné en amateur et met en scène Rihanna dans son quotidien ainsi que dans les coulisses de sa tournée, d'où les apparitions de Cee Lo Green, Jay-Z, Kanye West ou encore Avril Lavigne.

## Classements et certifications

### Classement par pays
| Classement (2011)                            | Meilleure position |
| -------------------------------------------- | ------------------ |
| Australie (ARIA)                             | 6                  |
| Canada (Canadian Hot 100)                    | 6                  |
| Tchéquie (IFPI Rádio)                        | 50                 |
| France (SNEP)                                | 64                 |
| Irlande (IRMA)                               | 16                 |
| Liban (Lebanese Top 20)                      | 1                  |
| Nouvelle-Zélande (RMNZ)                      | 5                  |
| Écosse (OCC)                                 | 14                 |
| Corée du Sud (Gaon Chart)                    | 46                 |
| France (SNEP)                                | 66                 |
| Royaume-Uni (UK Singles Chart)               | 15                 |
| États-Unis (Billboard Hot 100)               | 7                  |
| États-Unis (Billboard Pop Songs)             | 11                 |
| États-Unis (Billboard Adult Pop Songs)       | 34                 |
| États-Unis (Billboard Latin Pop Songs)       | 36                 |
| États-Unis (Billboard Hot R&B/Hip-Hop Songs) | 74                 |
| Slovaquie (IFPI Rádio)                       | 17                 |

### Classement de fin d'année
| Classement (2011)            | Position |
| ---------------------------- | -------- |
| États-Unis Billboard Hot 100 | 77       |

### Certifications
| Pays             | Organisme | Certification |
| ---------------- | --------- | ------------- |
| Australie        | ARIA      | 2 × Platine   |
| Nouvelle-Zélande | RIANZ     | Platine       |
| États-Unis       | RIAA      | Platine       |

## Historique de sortie
| Pays       | Date         | Format                       |
| ---------- | ------------ | ---------------------------- |
| États-Unis | 9 août 2011, | Mainstream et Rhythmic radio |